# Giovanni Maria Piantavigna
Giovanni Maria Piantavigna (Brescia, ... – Brescia, 1575 circa) è stato un architetto e scultore italiano.

## Biografia
Figlio di Giovanni Battista, già intagliatore di opere lignee, il suo nome compare per la prima volta in un documento del 1548, quando viene chiamato a valutare la grande ancona lignea di Stefano Lamberti costruita per l'altare maggiore della chiesa di San Giuseppe a Brescia. Tra il 1550 e il 1563 scolpisce gli arredi della sagrestia della chiesa abbaziale di San Benedetto in Polirone e, probabilmente, lavora anche agli stalli del coro. Coeva, anche se di attribuzione dubbia, è la realizzazione del bancone nella sagrestia del santuario della Beata Vergine di Bovegno. Nel 1563 disegna la cassa dell'organo della chiesa di Sant'Alessandro, mentre nel 1575 scolpisce il grande crocifisso oggi nella cattedrale di Sant'Andrea a Asola.
In questi anni ha inizio la sua attività di architetto: nel 1565 gli viene affidato il restauro del Duomo vecchio, che sotto la sua direzione assume la forma definitiva ancora oggi visibile. Il Piantavigna sfonda il transetto verso est in entrambe le direzioni, creando la cappella delle Santissime Croci e del Santissimo Sacramento, mentre gli ingressi originali, ormai troppo bassi rispetto al livello della piazza, vengono chiusi e sostituiti da uno centrale, più rialzato. Parte del deambulatorio interno viene chiuso e riempito fino al livello del nuovo ingresso, predisponendo due scale laterali che raccordassero il nuovo ingresso al livello originale: il tutto esiste ancora oggi e rappresenta ancora il sistema d'accesso verso l'interno della cattedrale. L'apertura del nuovo ingresso, purtroppo, porterà il campanile di facciata a cedimenti sempre più gravi, fino al definitivo crollo avvenuto nel 1708.
Tra il 1567 e il 1570 lavora al Palazzo Vescovile, disegnando le architetture dell'ala sud e del fronte ovest sul cortile d'ingresso. Nello stesso periodo cura alcuni rifacimenti in architettura rinascimentale all'interno della chiesa dei Santi Faustino e Giovita, apponendo sulle murature una serie ritmica di lesene in marmo. Nell'ottobre del 1571 viene pagato per la produzione dell'ancona lignea per l'altare maggiore del Duomo vecchio, ospitante l'Assunzione della Vergine del Moretto. Nello stesso periodo disegna la balaustra tra il primo e il secondo ordine di facciata del Palazzo della Loggia, mentre nel 1572 torna a lavorare nel Duomo vecchio, dando la forma architettonica definitiva alla cappella delle Santissime Croci.
Il 14 giugno 1572 succede a Lodovico Beretta nell'incarico di architetto comunale e gli vengono affidati i lavori di restauro della basilica di San Pietro de Dom: anche in questo caso, gli ingressi vengono ricollocati al livello della piazza e alcune finestre vengono allargate. I restauri, comunque, si riveleranno inefficaci e la basilica sarà demolita solamente trent'anni dopo. Nel 1575 cura l'apertura della Piazzetta di San Benedetto, oggi Piazzetta Legnano, convertendo ad uso pubblico un orto privato.